# Entyloma bergeniae
Entyloma bergeniae är en svampart som beskrevs av Vánky & Döbbeler 2005. Entyloma bergeniae ingår i släktet Entyloma och familjen Entylomataceae.   Inga underarter finns listade i Catalogue of Life.